# Windows Management Instrumentation
Windows Management Instrumentation (WMI) est l’implémentation de Microsoft du Web-Based Enterprise Management (WBEM), le standard du Distributed Management Task Force (DMTF). Il prend en charge le modèle de données CIM (Common Information Model), qui décrit les objets d'un environnement de gestion.
WMI est un système de gestion interne de Windows qui prend en charge la surveillance et le contrôle de ressources systèmes via un ensemble d’interfaces. Il fournit un modèle cohérent et organisé logiquement des états de Windows.
Il permet à des scripts WSH (par exemple VBScript) de gérer Windows localement ou à distance. C'est grâce à WMI que le composant Propriétés système de Windows peut afficher les propriétés du système sur un ordinateur distant ou local.
WMI est préinstallé sur Windows Me, Windows 2000, Windows XP, Windows Vista, Windows 7, Windows 8, Windows 10, Windows Server 2003, Windows Server 2008, Windows Server 2012.
WMIC (Windows Management Instrumentation Command-line) fournit une interface de ligne de commande dans l'Infrastructure de gestion Windows (WMI) qui permet de tirer parti de WMI pour gérer les ordinateurs. Cet outil est devenu obsolète avec Windows 10 version 21H1. Windows PowerShell permet aussi d'utiliser simplement WMI depuis la ligne de commande.